# Emilio Olmos (hijo)
Emilio Olmos (Córdoba, 24 de noviembre de 1916 - 9 de septiembre de 1999) fue un político argentino.

## Biografía
Hijo del ingeniero Emilio Olmos quien fuera gobernador de la provincia de Córdoba, estudió en el Colegio Monserrat y en 1942 obtuvo el mismo título que su padre. A los 19 años inició su actividad política, presidiendo la juventud del Partido Demócrata. 
Durante la primera presidencia de Juan Domingo Perón fue parte oposición a su gobierno, y en 1951 fue candidato a diputado nacional, pero no fue elegido. En 1955 el dictador Pedro Eugenio Aramburu dispone la intervención federal en la provincia de Córdoba lo puso de facto al frente de la intendencia de la capital. Durante su intendencia siguió adelante una política de persecución política al peronismo, la Unidad Básica partidaria de calle Santa Fe fue destruida por completo, por decisión de la Comisión Municipal de Cultura fue incinerado todo el material existente en la Biblioteca Mariano Moreno que hiciera alusión al ‘régimen depuesto’, según consta en nota del 13 de marzo de 1956 dirigida a la Dirección General de Bibliotecas.
En los comicios de 1958 se postuló para ese cargo, y cuatro años después, para el de gobernador, siendo derrotado en ambas oportunidades.
La Federación Nacional de Partidos de Centro lo eligió en 1963 como candidato a la presidencia en los comicios que ganó la UCRP. 
En la década de 1980 impulsó la formación de un nuevo movimiento nacional de centro, y en los 90 manifestó su rechazo a la reforma constitucional. Falleció en 1999.